# 펜들

펜들의 위치

펜들(영어: Pendle)은 잉글랜드 랭커셔주에 위치한 비도시 자치구로 중심 도시는 넬슨이며 인구는 89,840명(2014년 기준), 면적은 169.4km2이다.